# Mgławica Pierścień
Mgławica Pierścień (znana też jako Messier 57, M57 lub NGC 6720) – jedna z najbardziej znanych mgławic planetarnych. Leży w gwiazdozbiorze Lutni. Znajduje się w naszej Galaktyce.

## Odkrycie
Mgławica Pierścień jest drugą, po Mgławicy Hantle (M27), odkrytą mgławicą planetarną. Przyjmuje się, że odkrył ją w styczniu 1779 roku francuski astronom z Tuluzy Antoine Darquier de Pellepoix. Opisał ją jako „niepodobną do żadnej innej znanej mgławicy” i „przypominającą słabnącą planetę”. Kilka dni po nim mgławicę niezależnie odkrył Charles Messier podczas poszukiwania komety. W jego katalogu znalazła się 31 stycznia 1779.
Jednak według najnowszych badań, to Messier jako pierwszy odkrył mgławicę. Darquier mógł ją zaobserwować dopiero w połowie lutego, co sam przyznał w liście do Messiera.

## Obserwacje Williama Herschela
Porównanie do planety mogło wpłynąć na Williama Herschela, który wprowadził nazwę mgławica planetarna dla obiektów przypominających odkrytego przez niego Urana. Herschel opisał M57 jako „przedziurawioną mgławicę lub pierścień gwiazd”. Była to pierwsza wzmianka o jej kształcie. Herschel nie zaliczył M57 do klasy mgławic planetarnych, lecz opisał ją jako „osobliwość nieba”.
Herschel zidentyfikował również kilka spośród gwiazd leżących w obrębie mgławicy i poprawnie wskazał, że żadna z nich do niej nie należy.

## Charakterystyka mgławicy

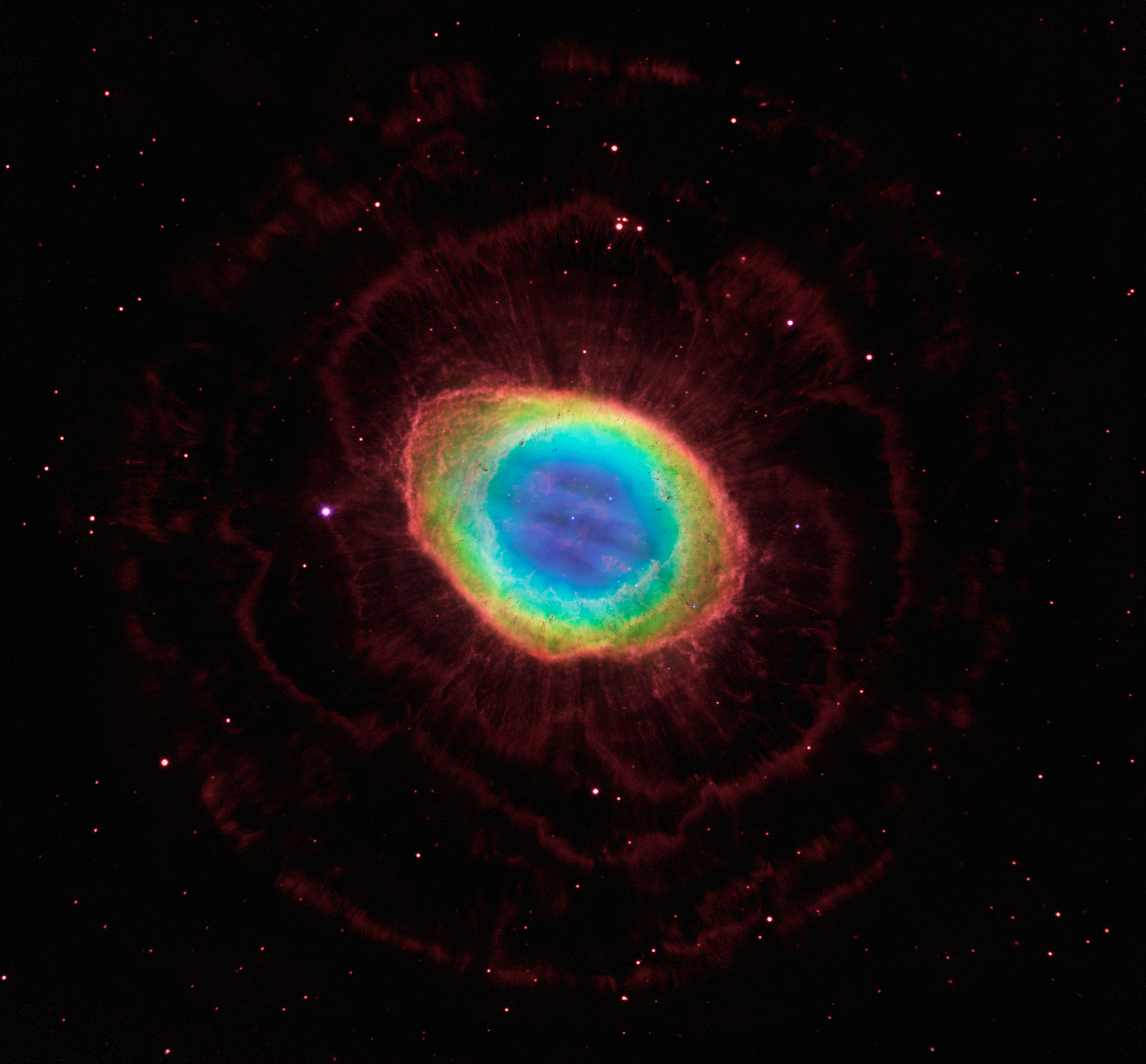
Na tym zdjęciu z Teleskopu Hubble’a widoczne są szczegóły struktury Mgławicy Pierścień

Obecnie przyjmuje się, że M57 znajduje się w odległości około 2,3 tys. lat świetlnych (ok. 700 parseków) od Ziemi i zbliża się z prędkością 19,2 km/s. Według wcześniejszych oszacowań opartych na różnych modelach dystans miał wynosić od około 1 do 5 tysięcy lat świetlnych.
Wymiary obserwowane mgławicy wynoszą około 1,4 na 1,0 minut kątowych, co odpowiada wymiarom rzeczywistym ok. 1,9 na 1,3 roku świetlnego. Znając aktualne wymiary obserwowane i szybkość ekspansji wiek mgławicy można z grubsza oszacować na około 6-8 tysięcy lat. Prędkość ekspansji mgławicy szacuje się na 20–30 km/s.

### Jasność
Jasność wizualna mgławicy wynosi około 8,8m i tak jak w przypadku większości mgławic planetarnych jest znacznie większa niż jasność fotograficzna, wynosząca w tym przypadku 9,7m. Jest to spowodowane tym, że większość światła jest emitowana w postaci kilku pojedynczych linii widmowych.
Jasność absolutna przy założeniu, że mgławica znajduje się w odległości 2,3 tys. lat świetlnych, wynosi wizualnie −0,3m (fotograficznie 0,5m) i jest około 50-100 razy większa niż jasność absolutna Słońca.

### Skład
Masę materii tworzącej mgławicę ocenia się na około 0,2 masy Słońca, natomiast jej gęstość na około 10 tysięcy jonów na centymetr sześcienny.
Na każdy atom fluoru w M57 przypada 4,25 miliona atomów wodoru, 337,5 tysiąca atomów helu, 2,5 tys. tlenu, 1250 azotu, 375 neonu, 225 siarki, 30 argonu i 9 chloru.
Centralny obszar mgławicy wygląda na ciemniejszy, gdyż emituje głównie ultrafiolet. Wewnętrzne regiony pierścienia mają barwę zieloną pochodzącą od zjonizowanego tlenu, natomiast zewnętrzne, czerwone, zawdzięczają kolor wodorowi.

## Halo
Odkryte w 1935 halo M57 rozciąga się na niebie na obszarze o średnicy około 3,5 minut kątowych (niektórzy astronomowie podają 216 sekund kątowych, czyli 3,6 minuty). Składa się ono najprawdopodobniej z cząsteczek wiatru gwiazdowego wyemitowanych przed utworzeniem mgławicy.

## Centralna gwiazda
Centralna gwiazda mgławicy, oznaczona jako HD 175353, została odkryta w roku 1800 przez niemieckiego astronoma Friedricha von Hahna przy użyciu teleskopu o ogniskowej długości 20 stóp. Jest ona białym karłem o wielkości planety, o jasności obserwowanej 14,7m i jasności absolutnej ok. 5-6m (niewiele słabsza niż słoneczna). Jest pozostałością podobnej, jednak prawdopodobnie nieco masywniejszej od Słońca gwiazdy, która odrzuciła swoje zewnętrzne warstwy. Stało się to gdy gwiazda była czerwonym olbrzymem podobnym do Miry Ceti. Teraz temperatura gwiazdy sięga 100 tysięcy K, jednak wkrótce zacznie stygnąć, świecąc jako biały karzeł przez kilka miliardów lat, po czym zakończy swój żywot jako czarny karzeł.

## Obserwacje amatorskie

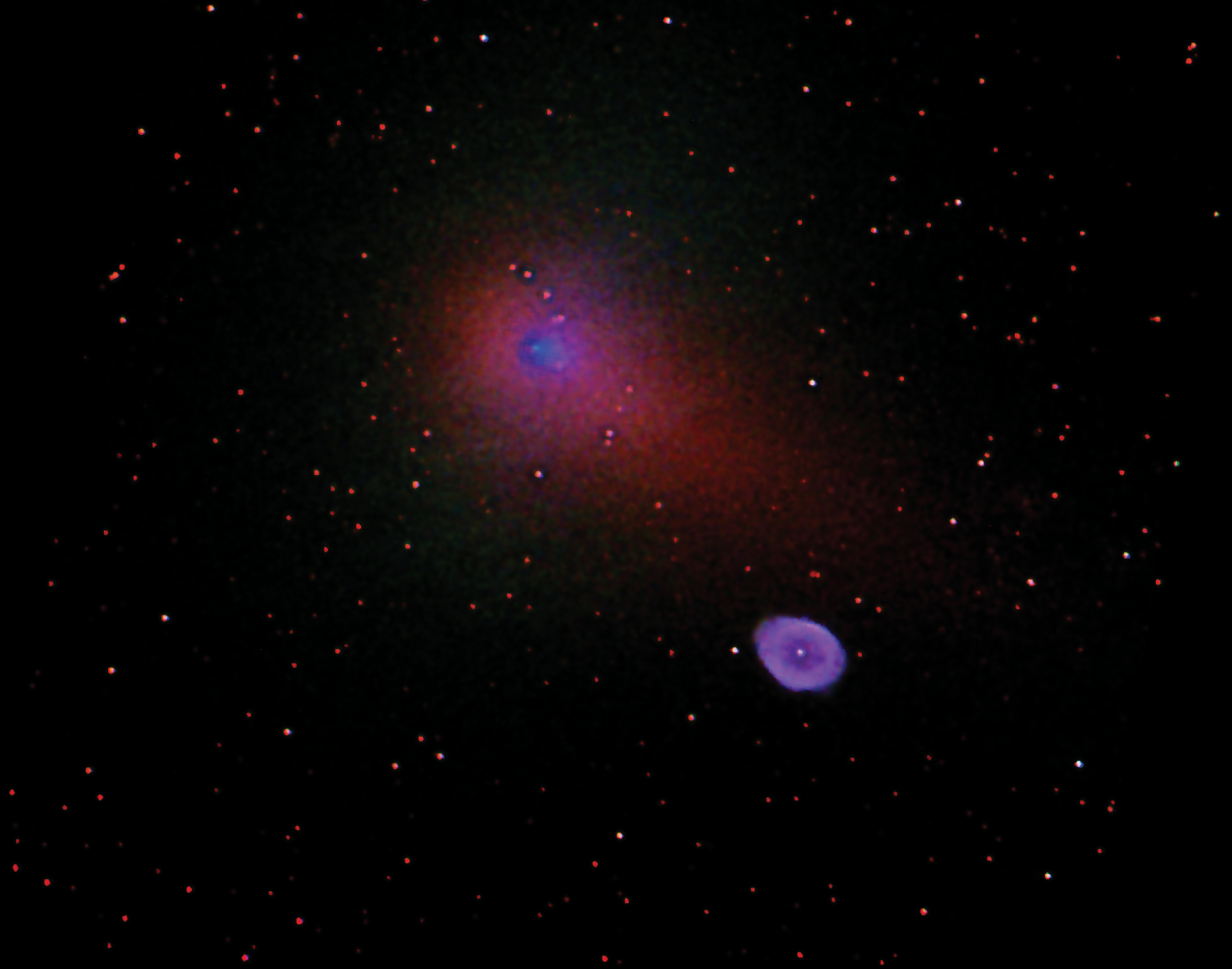
Kometa 73P/Schwassmann-Wachmann i Mgławica Pierścień w zakresie promieniowania UV. Zdjęcie wykonane przez satelitę Swift (kolory fałszywe).

Mgławicę łatwo zlokalizować. Leży na niebie pomiędzy gwiazdami β i γ Lyrae, mniej więcej w jednej trzeciej odległości od β Lyr. Nie można jej zaobserwować gołym okiem. Można ją zobaczyć przy użyciu lornetki, jednak jej identyfikacja może być trudna z powodu małych rozmiarów obserwowanych. W małych teleskopach amatorskich pierścień i ciemniejszy środek staje się widoczny przy około stukrotnym powiększeniu. Obserwowana barwa mgławicy jest zielona, gdyż większość światła jest emitowana w postaci kilku zielonych linii widmowych. Nawet w małych teleskopach można zaobserwować lekko eliptyczny kształt mgławicy.
Nawet w przypadku dużych teleskopów centralna gwiazda może zostać dostrzeżona tylko przy wyjątkowo sprzyjających warunkach lub przy pomocy filtrów.

### Pobliskie obiekty
Beta Lyrae (Szeliak) jest gwiazdą zmienną zaćmieniową. Jej składniki mają typy widmowe B7 i A8. Jej jasność obserwowana zmienia się od około 3,4 do 4,3m z okresem 12,9 dnia. Gamma Lyrae (Sulafat) jest olbrzymem o typie widmowym B9 III i jasności 3,2m z optyczną towarzyszką o wielkości gwiazdowej 12m oddaloną o ok. 13,8 sekundy kątowej.
W odległości 4 minut od mgławicy przy użyciu większych instrumentów można zaobserwować galaktykę IC 1296 o jasności obserwowanej 14,4m i średnicy kątowej 24".